# Thrinchostoma lemuriae
Thrinchostoma lemuriae är en biart som beskrevs av Cockerell 1910. Thrinchostoma lemuriae ingår i släktet Thrinchostoma och familjen vägbin. Inga underarter finns listade i Catalogue of Life.